# ATP de Nápoles
O ATP de Nápoles – ou Tennis Napoli Cup, na última edição – foi um torneio de tênis profissional masculino, de categoria ATP 250.
Realizado em Nápoles, no sul da Itália, estreou em 2022, com licença de 1 ano, que não foi renovada. Os jogos eram disputados em quadras duras durante o mês de outubro.

## Finais

### Simples
| Ano  | Campeã          | Vice-campeã       | Resultado |
| ---- | --------------- | ----------------- | --------- |
| 2022 | Lorenzo Musetti | Matteo Berrettini | 7–65, 6–2 |

### Duplas
| Ano  | Campeãs                    | Vice-campeãs             | Resultado        |
| ---- | -------------------------- | ------------------------ | ---------------- |
| 2022 | Ivan Dodig Austin Krajicek | Matthew Ebden John Peers | 6–3, 1–6, [10–8] |